# Перовська сільська рада
Перо́вська сільська́ ра́да — адміністративно-територіальна одиниця та орган місцевого самоврядування в Сімферопольському районі Автономної Республіки Крим. Адміністративний центр — село Перове.

## Загальні відомості
- Населення ради: 15 028 осіб (станом на 2001 рік)

## Населені пункти
Сільській раді підпорядковані населені пункти:
- с. Перове
- с. Веселе
- с. Дубки
- с. Залісся
- с. Каштанове
- с. Кизилівка
- с. Клинівка
- с. Ключі
- с. Костянтинівка
- с. Молочне
- с. Новомиколаївка
- с. Обрив
- с. Партизанське
- с. Тепле
- с. Топольне
- с. Українка

## Склад ради
Рада складається з 34 депутатів та голови.
- Голова ради: Корнєєв Олег Анатолійович
- Секретар ради: Пруднікова Світлана Миколаївна

### Керівний склад попередніх скликань
| Прізвище, ім'я, по батькові | Основні відомості                                                         | Дата обрання | Дата звільнення |
| --------------------------- | ------------------------------------------------------------------------- | ------------ | --------------- |
| Корнєєв Олег Анатолійович   | Сільський голова, 1959 року народження, освіта вища, безпартійний         | 26.03.2006   | 31.10.2010      |
| Корнєєв Олег Анатолійович   | Сільський голова, 1959 року народження, освіта вища, член Партії регіонів | 31.10.2010   |                 |

Примітка: таблиця складена за даними сайту Верховної Ради України

### Депутати
За результатами місцевих виборів 2010 року депутатами ради стали:

#### За суб'єктами висування
| Суб'єкт висування           | Кількість обраних депутатів | %    |
| --------------------------- | --------------------------- | ---- |
| Партія регіонів             | 15                          | 44,1 |
| Самовисування               | 15                          | 44,1 |
| Комуністична партія України | 4                           | 11,8 |

#### За округами
| № округу                    | Прізвище, ім'я, по батькові       | Дата визнання обраним | Освіта  | Партійна приналежність            | Відомості про обраного депутата                                       |
| --------------------------- | --------------------------------- | --------------------- | ------- | --------------------------------- | --------------------------------------------------------------------- |
| Комуністична партія України |                                   |                       |         |                                   |                                                                       |
| 13                          | Алексєєв Сергій Станіславович     | 03.11.2010            | середня | член Комуністичної партії України | тимчасово не працює                                                   |
| 14                          | Григорець Наталя Петрівна         | 03.11.2010            | середня | член Комуністичної партії України | ТОВ «Велес-Крим», завідувач зернотоком                                |
| 24                          | Рябошапко Галина Петрівна         | 03.11.2010            | вища    | член Комуністичної партії України | АТОВ «Южная-Холдінг», зооінженер                                      |
| 27                          | Ярошевська Алевтина Олександрівна | 03.11.2010            | середня | член Комуністичної партії України | «Укрпошта» с. Дубки, керівник                                         |
| Партія регіонів             |                                   |                       |         |                                   |                                                                       |
| 1                           | Фіцик Володимир Вікторович        | 03.11.2010            | вища    | член Партії регіонів              | КП «Катран», інженер-землевпорядник                                   |
| 2                           | Чистілін Сергій Миронович         | 03.11.2010            | середня | член Партії регіонів              | пенсіонер                                                             |
| 4                           | Пруднікова Світлана Миколаївна    | 03.11.2010            | вища    | член Партії регіонів              | Міністерство аграрної політики АРК, головний спеціаліст відділу       |
| 5                           | Ульяхіна Людмила Анатолівна       | 03.11.2010            | вища    | член Партії регіонів              | ДКП «Перовський житсервіс», головний бухгалтер                        |
| 8                           | Прокопенко Ганна Іванівна         | 03.11.2010            | середня | член Партії регіонів              | Перовська сільська рада, інспектор                                    |
| 9                           | Макухін Олександр Миколайович     | 03.11.2010            | вища    | член Партії регіонів              | ПП «Онікс-Будсервіс», директор                                        |
| 10                          | Кургінян Ніна Миколаївна          | 03.11.2010            | середня | член Партії регіонів              | тимчасово не працює                                                   |
| 11                          | Калінін Володимир Тихонович       | 03.11.2010            | вища    | член Партії регіонів              | ВАТ, механік                                                          |
| 12                          | Квач Сергій Петрович              | 03.11.2010            | середня | член Партії регіонів              | випадкові трудові угоди, слюсар                                       |
| 15                          | Корунець Микола Іванович          | 03.11.2010            | середня | член Партії регіонів              | Перовська сільська рада, зав.клубом                                   |
| 16                          | Стальмахова Ольга Юріївна         | 03.11.2010            | середня | член Партії регіонів              | дошкільний навчальний заклад «Ромашка», машиніст по пранню білизни    |
| 17                          | Лучинінова Вера Георгіївна        | 03.11.2010            | середня | член Партії регіонів              | пенсіонер                                                             |
| 19                          | Мазій Антоніна Олександрівна      | 03.11.2010            | вища    | член Партії регіонів              | приватний підприємець                                                 |
| 22                          | Мягкий Олег Валерійович           | 03.11.2010            | вища    | член Партії регіонів              | інспекція Держ.технагляду при Раді Міністрів АРК, головний спеціаліст |
| 23                          | Мочалова Оксана Євгеніївна        | 03.11.2010            | вища    | член Партії регіонів              | Сімферопольський торгово-кооперативний коледж, викладач               |
| Самовисування               |                                   |                       |         |                                   |                                                                       |
| 3                           | Кузнецова Надія Ігнатівна         | 03.11.2010            | середня | позапартійна                      | пенсіонер                                                             |
| 6                           | Акулов Юрій Олександрович         | 03.11.2010            | вища    | позапартійний                     | ТОВ фірма «Руь», заступник голови                                     |
| 7                           | Поставничий Юрій Миколайович      | 03.11.2010            | вища    | позапартійний                     | ЗАТ Птахофабрика «Южная», голова правління                            |
| 18                          | Чупрін Микола Геннадійович        | 03.11.2010            | вища    | позапартійний                     | приватний підприємець                                                 |
| 20                          | Прудніков Олександр Володимирович | 03.11.2010            | вища    | позапартійний                     | ТОВ детективне охоронне агентство «Сандра», старший мобільної групи   |
| 21                          | Єремєєв Олег Владиславович        | 03.11.2010            | вища    | позапартійний                     | ПП «Сімферополь», директор                                            |
| 25                          | Кирпиченко Олег Валерійович       | 03.11.2010            | вища    | позапартійний                     | ЗАО «Рейстал Плюс», голова правління                                  |
| 26                          | Скрипкін Дмитро Володимирович     | 03.11.2010            | середня | позапартійний                     | тимчасово не працює                                                   |
| 28                          | Чабанов Осман Халілович           | 03.11.2010            | вища    | позапартійний                     | тимчасово не працює                                                   |
| 29                          | Ільків Іван Михайлович            | 03.11.2010            | середня | позапартійний                     | тимчасово не працює                                                   |
| 30                          | Матвєєв Борис Вікторович          | 03.11.2010            | середня | позапартійний                     | тимчасово не працює                                                   |
| 31                          | Первушин Володимир Ілліч          | 03.11.2010            | вища    | позапартійний                     | приватний підприємець                                                 |
| 32                          | Кузін Олег Євгенович              | 03.11.2010            | середня | позапартійний                     | «Марко ФАРМ» ЛТД, водій-експедитор                                    |
| 33                          | Абібулаєв Сервер Діляверович      | 03.11.2010            | вища    | позапартійний                     | ОСН «Український сільський комітет», керівник                         |
| 34                          | Абляєв Ернест Серверович          | 03.11.2010            | вища    | позапартійний                     | будівельна компанія «Моноліт», завідувач бази                         |